# Provinces du Portugal

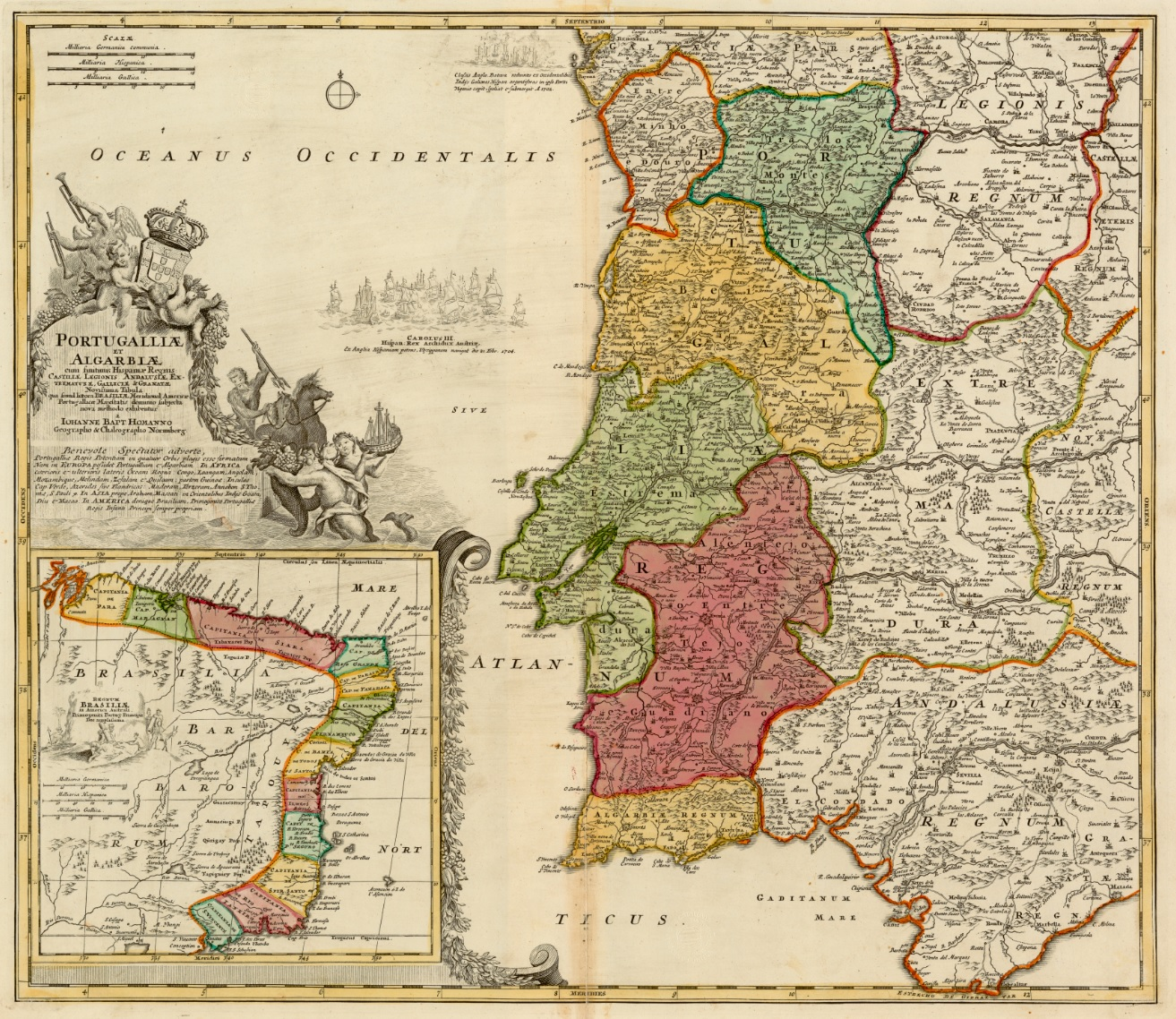
Les provinces délimitées sur une carte de 1710 (y compris les capitaineries du Brésil)

Le terme « provinces » (en portugais : províncias) a été utilisé tout au long de l'histoire pour identifier les régions du Portugal continental. Les subdivisions juridiques actuelles du Portugal ne coïncident pas avec les provinces, mais plusieurs provinces, dans leurs versions des XIXe et XXe siècles, correspondent toujours à des catégories culturellement pertinentes et fortement auto-identifiantes. Ils incluent :
- Alentejo
- Algarve
- Beira
- Douro Litoral
- Estrémadure
- Minho
- Ribatejo
- Tras-os-Montes

## Historique
Les premières provinces, instituées lors de l'occupation romaine de la péninsule ibérique, divisaient la péninsule en trois : Tarraconaise, Lusitanie et Bétique, établies par l'empereur romain Auguste entre 27 et 13 av. J.-C. L'empereur Dioclétien a réorganisé la Tarraconaise en trois provinces : Tarraconaise, Carthaginoise et Gallaecia. A cette époque, la Tarraconaise comprenait le nord du Portugal, la Gallaecia et les Asturies.
Ce qui allait devenir le Royaume de Portugal était lui-même une province du Royaume de León. Pendant la Reconquista, les royaumes ibériques ont établi un système administratif, basé sur les anciennes lignées wisigothiques, qui n'étaient elles-mêmes qu'un vestige des Romains. Les royaumes étaient divisés en provinces ou comtés, dirigés par des gouverneurs locaux (appelés comte, duc ou prince), qui subdivisaient également administrativement le territoire en parcelles plus petites, dirigées par des lieutenants. Le premier comté du Portugal, ou Portucale, était un fief du León, sous Alphonse III de León, auquel succéda au XIIe siècle le deuxième comté du Portugal, ouvrant la voie au royaume indépendant du Portugal.

### Comarques

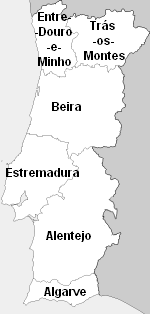
Les six provinces médiévales du Royaume du Portugal

Après le XVe siècle, le nouveau royaume du Portugal est divisé en six grandes unités administratives, appelées comarques. Du nord au sud, ils étaient les suivants :
- Comarque de Trás-os-Montes – délimitée à l'ouest par le fleuve Tâmega et au sud par le fleuve Douro ;
- Comarque d'Entre-Douro-e-Minho – délimitée au sud par le fleuve Douro et à l'est par la rivière Tâmega ;
- Comarque de Beira – initialement une bande étendue à l'intérieur du pays, entre le fleuve Douro et le Tage , au XVIe siècle, elle a été étendue à la côte, pour inclure les zones d'Estrémadure ;
- Comarque d'Estrémadure – initialement une zone côtière, entre les fleuves Douro et Tage ; au XVIe siècle, la frontière nord était limitée au sud du fleuve Mondego, tandis que sa limite sud s'étendait vers le Tage, englobant la péninsule de Setúbal ;
- Comarque d'Entre-Tejo-e-Odiana – délimitée au nord par le Tage et au sud par la Serra do Caldeirão ;
- Royaume de l'Algarve – comprend la côte sud jusqu'à la Serra do Caldeirão.

La comarque d'Entre-Tejo-e-Odiana sera plus tard rebaptisée Comarca de l'Alentejo, tandis qu'à la fin du XVIe siècle, les comarques commenceront à être appelées províncias.
Chaque comarque était dirigée par un magistrat administratif et judiciaire, qui représentait le pouvoir royal dans chaque juridiction du pays. Ces magistrats étaient, initialement, appelés tenents, plus tard meirinhos-mores et enfin, corregedores.

### Province
Vers le XVIIe siècle, les provinces ont été subdivisées en comarcas ou correições, avec leur propre corregedor (juges de droit). Pendant ce temps, en même temps que son rôle administratif a cessé, le Royaume a institué un système de governadores das armas, dont la juridiction a coïncidé avec les territoires provinciaux. Cette division entre les autorités militaires et civiques a été maintenue jusqu'aux réformes administratives de 1832.
Jusqu'à la fin du XVIIIe siècle, les territoires féodaux du clergé ou de la noblesse étaient appelés ouvidorias, dont la fonction était similaire à la comarque, mais qui étaient gouvernés et administrés par des régents féodaux nommés. En 1790, ces ouvidorias sont transformées en comarques, avec des corregedores nommés directement par la Couronne. En 1801, les provinces comprenaient les divisions administratives suivantes :
- Province d'Entre-Douro-e-Minho : Valença, Viana, Braga, Barcelos, Guimarães, Porto, Penafiel ;
- Province de Trás-os-Montes : Bragança, Miranda, Moncorvo, Vila Real ;
- Province de Beira : Feira, Aveiro, Lamego, Trancoso, Pinhel, Guarda, Linhares, Viseu, Castelo Branco, Arganil, Coimbra, Leiria, Ourém, Cinco Vilas (Chão de Couce), Tomar ;
- Province d'Estrémadure : Santarém, Alcobaça, Alenquer, Torres Vedras, Ribatejo (Vila Franca de Xira), Lisboa, Setúbal ;
- Province d'Alentejo : Crato, Portalegre, Vila Viçosa, Avis, Elvas, Évora, Beja, Ourique ;
- Royaume de l'Algarve : Lagos, Faro, Tavira ;

Parallèlement à ces comarcas (les régions administratives et judiciaires), les provinces ont commencé à être subdivisées en almoxarifados (districts fiscaux) et emprovedorias (districts sociaux), afin de gérer respectivement les importations/exportations et les finances, comme ainsi que les questions sanitaires et sociales. De même, en 1758, le Partido do Porto, une division militaire, sous la responsabilité du gouverneur militaire, est institué pour inclure des zones des provinces d'Entre-Douro-e-Minho et de Beira afin de relier ces provinces.

### Préfectures
Après la Révolution libérale de 1820, les propositions de réforme du découpage administratif du pays sont nombreuses. Mais, en raison des contre-révolutions miguelistes, ces réformes ont été retardées. En 1832, le gouvernement libéral en exil aux Açores, a décrété l'établissement d'un nouveau système pour le Portugal, qui se rapprocherait des provinces déjà existantes du Portugal.
Par rapport à la période antérieure au XVIIe siècle, les provinces de 1832, ou prefeituras (préfectures), ont commencé à fonctionner comme des unités administratives, dirigées par un prefeito (préfet) qui était un représentant du gouvernement central.
Les huit préfectures (provinces) étaient les suivantes : 
- Préfecture du Minho – Ponte de Lima, Monção, Braga, Barcelos, Guimarães
- Préfecture de Trás-os-Montes – Bragance, Chaves, Moncorvo, Vila Real
- Préfecture du Douro – Porto, Penafiel, Feira, Aveiro
- Préfecture de Beira Alta – Viseu, Lamego, Trancoso, Guarda
- Préfecture de Beira Baixa – Coimbra, Castelo Branco, Seia, Tomar, Leiria
- Préfecture d'Estrémadure – Santarém, Alenquer, Torres Vedras, Lisbonne
- Préfecture de l'Alentejo – Setúbal, Portalegre, Elvas, Beja, Évora, Beja, Ourique
- Préfecture de l'Algarve – Lagos, Faro, Tavira

### Nouvelles Provinces

11 provinces établies en 1936

L'Estado Novo adopta, dès ses débuts, une politique de régionalisation du pays, qui fut inscrite dans la Constitution de 1933, créant de nouvelles provinces, au sein d'un organe exécutif, les juntas de provincia (junte provinciale) et d'un organe délibérant, les conselhos provinciais (conseils provinciaux).
Créées en 1936, les nouvelles provinces ne correspondaient pas aux comarques ou aux provinces traditionnelles. Les nouveaux territoires étaient basés sur des études faites par Amorim Girão, un géographe, qui a divisé le Portugal continental en 13 regiões naturais (régions naturelles). Les provinces étaient : 
- Algarve – qui comprenait la totalité du district de Faro ;
- Alto Alentejo – y compris les districts d' Évora et de Portalegre (à l'exception de la municipalité de Ponte de Sor);
- Baixo Alentejo – qui comprenait le district de Beja et la moitié sud du district de Setúbal ;
- Beira Alta – les « régions naturelles » de Beira Alta et Beira Transmontana, qui comprenaient le district de Guarda (à l'exception de la municipalité de Vila Nova de Foz Côa), le district de Viseu (à l'exception des municipalités de Cinfães, Resende, Armamar, Lamego, São João da Pesqueira et Tabuaço), et les municipalités d'Oliveira do Hospital et Tábua (dans le district de Coimbra) ;
- Beira Baixa – qui comprenait le district de Castelo Branco, la municipalité de Mação (dans le district de Santarém) et la municipalité de Pampilhosa da Serra (dans le district de Coimbra) ;
- Beira Litoral – dans le sud contenant des parties de la province de Beira Baixa, y compris le district de Coimbra (à l'exception des municipalités de Pampilhosa da Serra, Oliveira do Hospital et Tábua), la moitié nord du district de Leiria, district d'Aveiro (à l'exception des municipalités d'Arouca, Castelo de Paiva, Espinho et Santa Maria da Feira) et la commune d'Ourém (district de Santarém) ;
- Douro Litoral – y compris le district de Porto, les municipalités d'Arouca, Castelo de Paiva, Espinho et Santa Maria da Feira (dans le district d'Aveiro) et les municipalités de Cinfães et Resende (dans le district de Viseu) ;
- Estremadura – District de Lisboa, qui comprenait la majeure partie de Lisbonne, à l'exception des municipalités d'Azambuja et de Vila Franca de Xira, la moitié nord du district de Setúbal et la moitié sud du district de Leiria ;
- Minho – qui comprenait le district de Braga et le district de Viana do Castelo ;
- Ribatejo – la majeure partie de la province appartient maintenant au district de Santarém ;
- Trás-os-Montes e Alto Douro – les régions naturelles de Trás-os-Montes et Alto Douro, qui comprenaient le district de Vila Real, le district de Bragança, la municipalité de Vila Nova de Foz Côa (dans le district de Guarda) et les municipalités d'Armamar, Lamego, São João da Pesqueira et Tabuaço (dans le district de Viseu).

## Provinces d'outre-mer

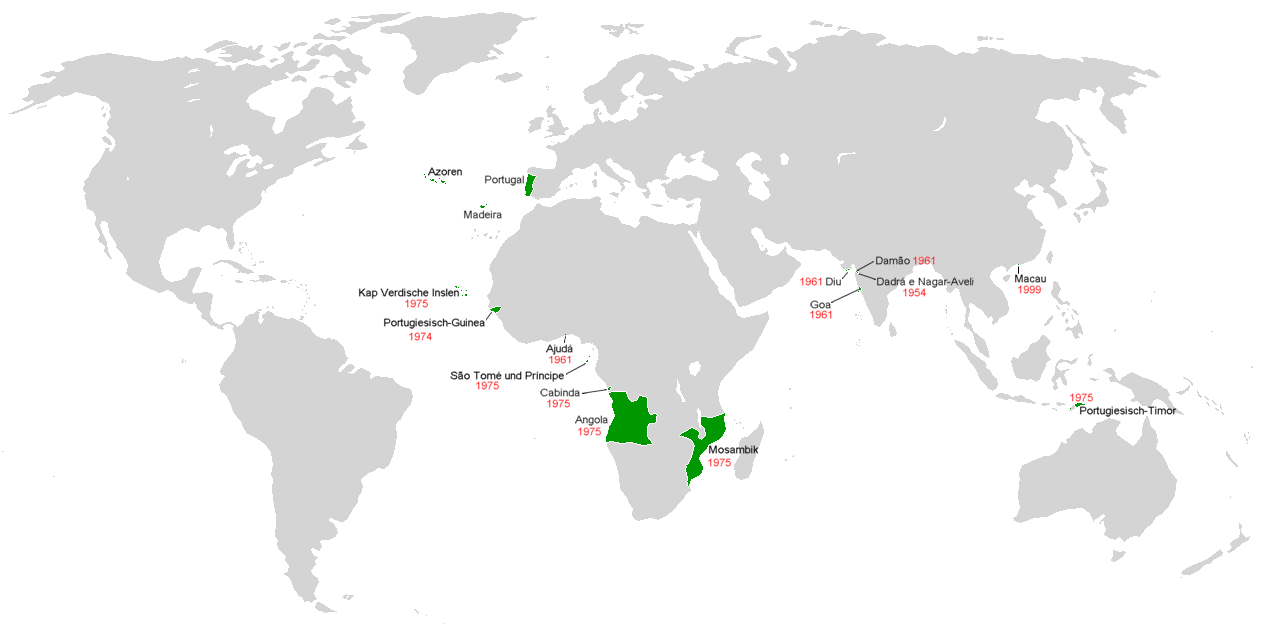
Les Provinces ultramarines

Au début du XXe siècle, le Portugal requalifia ses colonies d'outre-mer en « Provinces ultramarines » (províncias ultramarinas), officialisant la dénomination en 1951. Ces provinces étaient :
- Açores
- Angola
- Cap-Vert
- Guinée
- Inde
- Macao
- Madère
- Mozambique
- Sao Tomé-et-Principe
- Timor